# 吴瑕
吴瑕（1925年—2001年），河北徐水人，中国人民解放军将领、中国人民解放军空军中将。
1988年，授予中国人民解放军空军中将，曾任空军指挥学院副院长。